# Сейичи Моримура
Сейѝчи Моримура (на японски: 森村誠一; по системата на Хепбърн: Morimura Seiichi) е японски писател, автор на произведения в жанровете трилър, исторически романи, хайку и документалистика.

## Биография и творчество
Сейичи Моримура е роден на 2 януари 1933 г. в Кумагая, префектура Сайтама, Япония. Той е най-голямото дете, има и двама братя и две сестри. През нощта на 14 – 15 август 1945 г. преживява въздушното нападение по време на Втората световна война. През 1948 г. постъпва в Търговската гимназия в Кумагая. Там всекидневно посещава библиотеката, където чете класическа и историческа японска литература. През март 1951 г. завършва гимназията и постъпва в магазин за авточасти на компанията „Toshiba“, а после в магазина на чичо си. Там е под влияние на задочните студенти и чете много от серийните романи, публикувани във вестниците.
През 1953 г. постъпва във филологическия факултет на университета „Аояма Ганкуин“. В подкрепа на издръжката си дава частни уроци по английски език у дома си. В университета участва в студентския клуб по туризъм. През 1958 г. завършва университета със специалност по английска и американска литература.
Не може да си намери работа в медийната сфера, но заради доброто владеене на езици е назначен на работа в хотел, в който работи 9 години. Първата година е в хотел „Шин-Осака“ в Осака, а след това в Токио, където живее до книжарница и чете много криминална литература. През това време на работа в хотелите той се запознава със социалната среда в условията на упадъка и икономическата депресия след войната. През 1967 г. напуска хотел „Ню Отани“ и е назначен за лектор по туризъм в училището за бизнес „Чиода“.
Първият му роман „Daitokai“ (Големият град) е издаден през 1967 г. Той е със социална насоченост и не бележи особен успех. През 1969 г. излиза трилърът му „Koso no shikaku“ (Небостъргачът на мъртвите) за убийство на мениджър на хотел, довело до други престъпления. Заради работата на писателя в хотел романът му е особено автентичен и убедителен. За него получава наградата „Едогава Рампо“ за най-добър трилър на годината и се насочва към писането на криминални романи.
През 1976 – 1977 г. излиза трилогията му трилъри „Шомей“, който го утвърждава сред водещите писатели на криминална литература.
Освен с трилърите си, той е известен с документалните си книги, исторически романи и с хайку фото-есета.
Един от най-известните му романи е „悪魔の飽食“ („Лакомията на дявола“, „The Devil's Gluttony“) от 1981 г., който разкрива зверствата, извършени от „Отдел 731“ на Императорската японска армия по време на Втората китайско-японска война (1937 – 1945 г.) при тестване на химически и бактериологични оръжия върху китайски военнопленници. Първоначално е публикуван във вестник „Акахата“ на Японската комунистическа партия, а след това в два тома от издателство „Кобунша“. По него възниква спор, тъй като една от снимките се оказва фалшифицирана.
В своята писателска кариера Сейичи Моримура е автор на над 150 романа. Произведенията му са издадени в повече от 100 милиона екземпляра по целия свят. По много от романите му са направени телевизионни филми и сериали.
Сейичи Моримура умира на 90 години от пневмония в болница в Токио на 24 юли 2023 г.

## Произведения (частично)

### Самостоятелни романи
- Големият град, Daitokai (1967)
- Небостъргачът на мъртвите, Koso no shikaku (1969) – награда „Едогава Рампо“ за трилър
- Анатомия на корупцията, Fushoku no kozo (1972) – японска литературна награда за трилър
- The Teddy Bear (1979)
Плюшеното мече, изд.: „Народна младеж“, София (1984), прев. Дора Барова
- Mirties konteineriai (1981)
Контейнери на смъртта, изд.: „Партиздат“, София (1987), прев. от рус. Иван Бояджиев
- Ren xing de zheng ming (1987)
- Devil in a Hotel... Works (1988)
- Goshiki no kumo (1990)
- Machi (1992)
- Shinsengumi (1992)
- Hanano Mukuro (1994)
- Akai Mine Wa Kaetsyta (1995)
- Fushoku kadan (1995)
- Shinkansen satsujin jiken (1997)
- Shin shinkansen satsujin jiken (1997)
- Junai monogatari (1997)
- Shi no utsuwa (1999)
- Shikeidai no buto (1999)
- Meiyo no joken (2001)
- Shimea tehai (2003)
- Niji no shogai: Shinsengumi giyuden (2004)
- Human Proof 21st Century (2006)
- Ankyo No Rensa (2010)
- Akudo (2011) – награда „Ейджи Йошикава“ за литература

### Серия „Шомей“ (Shomei)
1. Ningen no shomei (1976)
2. Seishun no shomei (1977)
3. Yasei no shomei (1977)

### Комикси
- Genghis Khan: To the Ends of the Earth and Sea (2006) – с манга от Накаба Хигураши

### Документалистика
- Лакомията на дявола, 悪魔の飽食 (1981)

### Филмография
- 1977 Ningen no shômei – по романа, епизодична роля
- 1977 Fushoku no kôzô – ТВ сериал, по романа
- 1978 Yasei no shômei – по романа
- 1985 Kodoku no Missô ~ kyûkanchô ga mita! naikai to high miss no sei to ai – ТВ филм, по романа
- 1989 Dai Chûshingura – ТВ сериал, по романа
- 1992 Morimura Seiichi no shûchakueki sirîzu 3: Shikeidai no butô – ТВ филм, по романа
- 2001 Ningen no shômei 2001 – ТВ филм, по романа
- 2006 Morimura Seiichi Suspense Series: Uta – ТВ филм, по романа
- 2007 Aoki Ôkami: chi hate umi tsukiru made – по романа „Chi hate umi tsukiru made: shôsetsu Chingisu Hân“
- 2012 Morimura Seiichi no shikai no fukuryû – ТВ филм, по романа
- 2013 Kodoku no Missô ~ Hon'yakuka no Satsujin Suiri – ТВ филм, по романа